# Homenatge a James Bond
Homenatge a James Bond és una pintura a l’oli de Joan Abelló, realitzada en 1967, una època en què el pintor ja ha consolidat el seu estil propi, l'explosivisme. Aquest homenatge pictòric, que fa del famós espia, forma part de la col·lecció del Museu Abelló.

## Descripció de l'obra
L’obra representa a una dona nua asseguda, semiflexionada cap al davant, i amb els braços oberts cap als costats en un sofà blau. A la seva mà dreta porta una pistola, i a sota d’aquesta, el pintor Abelló representa un gat negre. El braç dret de la dama està recolzat per sobre de la part superior del sofà, creant una espècie d’arc sobre el gat, deixant veure que existeix una gran desproporció entre la llargada del braç i el cos de la dona. La postura de la dama amaga el seu sexe, però deixa veure els seus pits: calçant unes botes negres, la dama deixa caure la seva abundant cabellera negra sobre la seva espatlla esquerra, mirant a l'espectador amb un rostre seré i hieràtic.
El sofà, que ocupa pràcticament tota la meitat inferior de l'escena, està realitzat a partir de pinzellades molt denses blaves i negres. Just a sota del braç de la dama, sembla que hi hagi representat, per la direcció de les pinzellades, una esvàstica: això es podria justificar tenint en compte que el creador de James Bond va crear un pla per a ajudar a derrotar els nazis l’any 1943 quan els aliats estaven guanyant la batalla de l’Afrika Korps a Rommel, intentant desembarcar a Sicília per començar a guanyar terreny al Tercer Reich, dissenyant un engany que va desviar forces alemanyes a altres fronts. Una hipòtesi que podria encaixar amb l'esperit curiós i l’interès del pintor per llegir notícies d’aquest tipus podria ser el fet que Abelló llegís aquesta notícia i volgués incloure aquesta referència en el seu homenatge.
El fons està configurat a partir de dues franges als laterals amb tonalitats vermelles i negres, que emmarquen al centre, just a sobre de la representació de la dona, el que sembla ser un retrat del pintor o d’un home amb una fisonomia facial similar: aquest rostre sembla que s'emmarqui a banda i banda per unes pinzellades verticals, cosa que fa pensar que podria ser un quadre penjat a la paret.

## L'estil d'Abelló a la dècada dels seixanta
Quant a estil, cal destacar que a la dècada dels seixanta el pintor Abelló, influït per les tendències i innovacions que triomfaven a la Barcelona del moment, comença una nova etapa en la qual s'interessarà per l'experimentació amb noves tècniques artístiques i amb noves matèries i estils diferents en uns anys en els quals, de manera progressiva, abandonarà la figuració per a després recuperar-la posteriorment en el camí que el portarà al seu estil més madur i reconegut: l'explosivisme. A partir de l’any 1965, per tant, i després de les experiències dels anys passats vers l'experimentació, en aquesta peça podem parlar ja d’un explosivisme madur i consolidat, treballat amb una quantitat de massa pictòrica molt considerable i amb pinzellades molt denses i dinàmiques.